# Manoel Urbano (kommun)
Manoel Urbano är en kommun i Brasilien.   Den ligger i delstaten Acre, i den västra delen av landet, 2 500 km väster om huvudstaden Brasília. Antalet invånare är 7 989.
Följande samhällen finns i Manoel Urbano:
- Manoel Urbano

I omgivningarna runt Manoel Urbano växer i huvudsak städsegrön lövskog. Trakten runt Manoel Urbano är nära nog obefolkad, med mindre än två invånare per kvadratkilometer.